# Wariacje pocztowe
Wariacje pocztowe – powieść epistolarna Kazimierza Brandysa z 1972 roku. Zbiór listów ojców do synów i synów do ojców, przedstawiająca panoramę losów rodu Zabierskich na tle dziejów Polski pomiędzy 1770 a 1970 rokiem.

## Losy Zabierskich
Na powieść składają się listy pisane w ciągu dwustu lat pomiędzy rokiem 1770 a 1970 przez członków rodziny Zabierskich. Listy tworzą pary, każdemu listowi ojca odpowiada odpowiedź syna. Listy zostały pogrupowane latami: 1770, 1799, 1833, 1867, 1900, 1932, 1970. Ostatni list nie ma pary. 
Powieść rozpoczyna się listem Prota, jedynego szczęśliwego Zabierskiego. Utrzymany w tonie sielanki świadczy o ładzie i harmonii szlacheckiego istnienia. Największym zmartwieniem Prota jest bolący go ząb. Już jednak syn Prota, Jakub styka się z prawdziwą grozą istnienia. Konfederat barski, zostaje zmuszony do popełniania czynów, nie mieszczących się w wyobrażeniach o walce z wrogiem. Ostatecznie dostaje się do niewoli tureckiej i zostaje zamknięty w klatce z małpą, dopóki nie przejdzie na islam. 
Z synów Jakuba Michał okazuje się odszczepieńcem, który świadomie rezygnuje z udziału w zbiorowym losie. Jest to wydaje się ostatni moment, kiedy taka decyzja była możliwa. Jego brat Seweryn mimo słabego wzroku i przekroczenia wieku poborowego, pod wpływem opinii sąsiedzkiej bierze udział w wyprawie Napoleona na Moskwę. W czasie dramatycznego odwrotu Wielkiej Armii, by ocalić życie zjada swą zgangrenowaną, amputowaną nogę. Zabierscy z przełomu XVIII i XIX wieku przeżywają śmierć dawnego świata i śmierć swego dawnego ja. Zerwanie ciągłości życia łączy się z doświadczeniem granic człowieczeństwa. Jakub, konfederat barski, Seweryn, uczestnik wyprawy 1812 i Michał, członek mistycznej sekty religijnej, doświadczają nagości istnienia. Listy kolejnych członków rodziny nie niosą już tego ciężaru intelektualnego. Są często skłamane, kabotyńskie, mistyfikują rzeczywiste biografie bohaterów i blagą maskują zbyt pospolitą prawdę o życiu. 
Następne pokolenia powtarzać będą gesty utrwalone w świadomości zbiorowej. Jan Nepomucen, syn Seweryna, będzie pisał o wspólnych, konwulsjach, których pożywką jest miłość, ból i nienawiść, celebrowaniu narodowych pamiątek w emigracyjnym gronie, smętnym czczeniu rocznic i oskarżeniach o zdradę. Próby zerwania narzuconych więzów – występy w cyrku, prowadzenie wynajmu powozów – kończą się klęską. Jan Nepomucen umiera w przytułku dla Polaków, finansowanym przez władze miasta Brukseli. Jego syn Hubert, powstaniec 1863, zesłany na Syberię, po powrocie z zesłania nie umie powrócić do normalnego życia. Na starość tęskni do prostoty syberyjskiej egzystencji. Kolejny z Zabierskich, Julian, przed wojną kobieciarz i hulaka, w dwudziestoleciu prowadzi kontrowersyjne sanatorium. Jego ekscesy doprowadzają do skandalu i choroby psychicznej żony. Urodzony na Syberii, zakończy życie w łagrze pod kołem polarnym, dając przykład heroizmu i poświęcenia. 
Ostatni z piszących, Zyndram, zdradza pokrewieństwo z innymi bohaterami utworów autopowieściowych Brandysa. Zderzają się w jego liście dwie postawy wobec tradycji. Cyniczna postawa wobec karmienia się symbolami i mitami świadomości zbiorowej. Zyndram, co prawda pod wpływem alkoholu, atakuje swego domniemanego przyrodniego brata, właściciela dziwnego lochu z pamiątkami narodowymi: od lancy ułańskiej po hełm powstańczy. Nie ma również złudzeń, przypatrując się kręceniu filmu o powstaniu warszawskim. Widzi w nim robienie westernu z bajki o smoku pożerającym ludzi. Z drugiej jednak strony podziela romantyczna wiarę w wyjątkowość polskiego losu, charakteryzującą się powtarzalnością kataklizmów. 

## Przesłanie
Konstrukcja powieści pozwala unaocznić podstawowy mit historii Polaków: przekonanie o konieczności powtarzania zrywów zbiorowych. Bohaterowie powieści to kolejno konfederat barski, żołnierz napoleoński, powstaniec listopadowy i zarazem emigrant, powstaniec styczniowy i zesłaniec, uczestnik walk o niepodległość i łagiernik, powstaniec warszawski. Walczącym mężczyznom towarzyszą Polki-patriotki, przy których bledną diaboliczne femmes fatales: pani de Brieux uwodząca Michała i Maria Sochnacka, ciemna muza Juliana. W ostatnim liście rzeźbiarza Zyndrama do syna Jacka, który wyemigrował do Ameryki znajduje się refleksja na temat tworzenia mitów zbiorowych: Moment stawania się historii jest zwykle lekkomyślny. Nie byłem majorem, ale oni dostali naszą przeszłość jako scenariusz z nami w roli majorów. [...] Gdy historia obeschnie i sklei się z kulturą, wtedy będzie można nanieść moją prawdę, ale już jako sztukę. 
Powieść jest obroną tej prawdy osobistej przed tworzonym na użytek powszechny mitem walki i męczeństwa. Osobista prawda nie służy jednak jako nauka dla synów. Doświadczenia egzystencjalne są skrzętnie skrywanymi tajemnicami rodzinnymi. Synowie powtarzają stereotypy, nie są zainteresowani. prawdą ojców. Hubert słucha opowieści o przygodach Michała w Ameryce i nie wie, że to historia jego stryjecznego dziadka. Zyndram czytając o zabójstwie Marii Sochnackiej nawet się nie domyśla, że w sprawę byli zamieszani jego ojciec i wuj.
Mity, legendy, pomówienia, plotki wpływają na kształt przekazu historycznego i zapewniają ciągłość tradycji. Mimo demitologizującej perspektywy historia Polski nie została jednak sprowadzona do absurdu. Jest zbyt wieloznaczna i wielorako uwarunkowania, by autor miał zanegować jej sens. Obecność  satyry, groteski czy ironii w powieści nie podważa przekonania o konieczności powtarzania ofiary przodków i uczestniczenia w losach narodu. Tragiczna groteska przepajająca Wariacje pocztowe daje w efekcie spójny obraz powtarzalności walki i cierpienia, nadający sens historii Polski ostatnich dwustu lat.